# Area metropolitana di Bologna
L'area metropolitana di Bologna insiste sul territorio della ex provincia di Bologna, nella regione Emilia-Romagna, ente in seguito trasformato nella città metropolitana per LR 12/04/1995 nº 33 e LR 24/03/2000 nº 20. L'area metropolitana attualmente ha valore esclusivamente statistico.
L'area metropolitana nasce da un'adesione volontaria di 50 comuni della Provincia di Bologna, ad eccezione di quelli del comprensorio di Imola, che sottoscrivono l'accordo per la Città Metropolitana di Bologna promosso dal comune e dalla provincia di Bologna. L'adesione è motivata dalla volontà di collaborare e cooperare per gestire, a livello di area vasta, funzioni sovracomunali puntualmente individuate.
Nel 2001, l'area metropolitana di Bologna contava una popolazione di circa 915 000 abitanti, dei quali circa il 38% corrispondenti alla città di Bologna (391 810). La densità di popolazione era pari a circa 264 ab/km².
Secondo il rapporto CENSIS del 2015, Bologna fa parte di una conurbazione denominata "Area emiliana" che include 36 comuni delle zone urbane di Bologna, Modena, Reggio Emilia e Parma, con una popolazione di 1 520 380.